# Danh sách đảo theo tên (O)
Danh sách dưới đây liệt kê các đảo bắt đầu bằng ký tự O.
Đây là một danh sách chưa hoàn tất, và có thể sẽ không bao giờ thỏa mãn yêu cầu hoàn tất. Bạn có thể đóng góp bằng cách mở rộng nó bằng các thông tin đáng tin cậy.
A - B - C - D - Đ - E - F - G - H - I - J - K - L - M - N - O - P - Q - R - S - T - U - V - W - X - Y - Z

## O
| Tên đảo        | Quần đảo / Nhóm đảo                                             | Quốc gia                     |
| -------------- | --------------------------------------------------------------- | ---------------------------- |
| Oahu           | Hawaii                                                          | Hoa Kỳ                       |
| Oak            | Georgian Bay (Parry Sound) Ontario                              | Canada                       |
| Óbudai-sziget  | Sông Donau                                                      | Hungary                      |
| Obstruction    | San Juan Islands, Washington                                    | Hoa Kỳ                       |
| Oconnel        | Sông Mississippi, Iowa                                          | Hoa Kỳ                       |
| Ocracoke       | North Carolina                                                  | Hoa Kỳ                       |
| Oeno           | Pitcairn Islands                                                | British overseas territories |
| Ofidoussa      |                                                                 |                              |
| Ogami          | Miyako Islands part of Sakishima Islands part of Ryukyu Islands | Nhật Bản                     |
| Oinousses      |                                                                 | Hy Lạp                       |
| Oki daitō      | Daitō Islands part of Ryukyu Islands                            | Nhật Bản                     |
| Okikendawt     | French River Ontario                                            | Canada                       |
| Okinawa        | Okinawa Islands part of Ryukyu Islands                          | Nhật Bản                     |
| Okinoerabujima | Amami Islands part of Satsunan Islands part of Ryukyu Islands   | Nhật Bản                     |
| Oland          | North Frisian Islands                                           | Đức                          |
| Öland          |                                                                 | Thụy Điển                    |
| Oleron         |                                                                 | Pháp                         |
| Olib           | Northern Dalmatia                                               | Croatia                      |
| Ombo           | Ryfylke Islands, Rogaland                                       | Na Uy                        |
| Omelek         | Kwajalein Atoll, Ralik Chain                                    | Quần đảo Marshall            |
| Omø            | Great Belt                                                      | Đan Mạch                     |
| Omolkarm       | Vịnh Ba Tư                                                      | Iran                         |
| Ono            | Perdito River, Alabama                                          | Hoa Kỳ                       |
| Ontong Java    | Quần đảo Solomon                                                | Quần đảo Solomon             |
| Orcas          | San Juan Islands, Washington                                    | Hoa Kỳ                       |
| Öreg-sziget    | Sông Donau                                                      | Hungary                      |
| Orfasay        | Quần đảo Shetland                                               | Scotland                     |
| Oronsay        | Inner Hebrides                                                  | Scotland                     |
| Orust          |                                                                 | Thụy Điển                    |
| Izu Ōshima     | Izu Islands                                                     | Nhật Bản                     |
| Osmussaar      | Vịnh Phần Lan                                                   | Estonia                      |
| Ostrów         | Islands of Gdańsk                                               | Ba Lan                       |
| Othonoi        | Ionian Islands                                                  | Hy Lạp                       |
| Otok           | Bay of Kotor Islands                                            | Montenegro                   |
| Out Stack      | Quần đảo Shetland                                               | Scotland                     |
| Outer Duck     | Lake Huron, Ontario                                             | Canada                       |
| Ovau           | Shortland Islands                                               | Quần đảo Solomon             |
| Ovoa           | Beira Litoral Islands                                           | Bồ Đào Nha                   |
| Oxeia          | Ionian Islands                                                  | Hy Lạp                       |
| Oxna           | Quần đảo Shetland                                               | Scotland                     |
| Owens          | Ohio River, Kentucky                                            | Hoa Kỳ                       |
| Owl            |                                                                 | Ireland                      |
| Oyster Rock    | Maharashtra                                                     | Ấn Độ                        |